# Achurjan (ort)
Achurjan (azerbajdzjanska: Ախուրյան) är en ort i Armenien. Innan 1945 hette den Duzkend. Den ligger i provinsen Sjirak, i den nordvästra delen av landet, 80 kilometer nordväst om huvudstaden Jerevan. Achurjan ligger 1 544 meter över havet och antalet invånare är 7 672.
Terrängen runt Achurjan är platt åt sydväst, men åt nordost är den kuperad. Runt Achurjan är det ganska tätbefolkat, med 129 invånare per kvadratkilometer.. Närmaste större samhälle är Gjumri, 4,9 kilometer väster om Achurjan.
Trakten runt Achurjan består till största delen av jordbruksmark.